# Isaac Veatch
Isaac Veatch (* 18. Februar 1786 in Sevier County, Tennessee; † 31. Juli 1833 bei New Albany, Floyd County, Indiana) war ein US-amerikanischer Politiker und Baptist.

## Werdegang
Isaac Veatch wuchs auf einer Farm in Tennessee auf. Er zog dann zwischen 1811 und 1812 mit seiner Familie nach Harrison County. Dort war er als Pfarrer der Old School Baptist Church tätig. Nach dem Tod seiner Frau 1822 ging er nach Meade County (Kentucky), wo er zwei Jahre lang lebte. Anschließend ließ er sich in Luce Township im Spencer County (Indiana) nieder. In der nachfolgenden Zeit war er politisch aktiv. Er war zwischen 1827 und 1828 Mitglied im Repräsentantenhaus von Indiana. Im letzten Jahr kandidierte er dann erfolglos um eine Wiederwahl in das Repräsentantenhaus. Danach zog er zuerst 1831 nach New Albany und dann ein Jahr später nach Clark County. Er verstarb 1833 in New Albany an den Folgen einer Choleraepidemie.

## Familie
Isaac Veatch war zweimal verheiratet. Am 27. Juli 1806 ehelichte er Lucinda Ramsey. Das Paar hatte acht gemeinsame Kinder, darunter waren John A. (1808–1880) und James C. Veatch (1819–1895). John diente zuerst als First Lieutenant und später als Captain während des Mexikanisch-Amerikanischen Krieges (1846–1848). Ferner war er als Chirurg, Landvermesser und Wissenschaftler tätig. James diente zuerst als Colonel und zuletzt als Brigadegeneral während des Amerikanischen Bürgerkrieges (1861–1865). Ferner war er als Rechtsanwalt und Politiker tätig. Am 29. September 1822 verstarb Lucinda Ramsey in Harrison County. Nach ihrem Tod heiratete Isaac Veatch am 17. April 1823 Mary Sprigg († 1871). Das Paar hatte sieben gemeinsame Kinder.